# حميد إستيلي
حميد رضا ستيلي، من مواليد 1 إبريل 1967 في طهران في إيران، لاعب كرة قدم إيراني سابق، وهو مدرب كرة قدم حالي.
بدأ مسيرته الكروية مع نادي استقلال جنوب، في عام 1989 انتقل إلى نادي باس طهران، وفي موسم 1992/1993 انتقل إلى نادي بيروسبيلوس، وفي موسم 1993/1994 انتقل إلى نادي بهمن، وفي موسم 1994/1995 انتقل إلى نادي القادسية الكويتي، وفي موسم 1995/1996 انتقل إلى نادي بهمن، وفي عام 1996 انتقل إلى نادي غايلانغ يونايتد، وعاد إلى نادي بهمن في عام 1996، وفي عام 1998 انتقل إلى نادي بيروسبيلوس الإيراني واعتزل كرة القدم معهم في عام 2004.
و قد لعب ستيلي مع منتخب إيران لكرة القدم في 82 مباراة دولية وسجل 12 هدف دولي، وقد شارك في كأس العالم لكرة القدم 1998.
و يشغل ستيلي منصب مساعد مدرب نادي بيروسبيلوس الإيراني منذ عام 2005 وحتى الآن.

## روابط خارجية
- حميد إستيلي على موقع الاتحاد الدولي (مؤرشف)  (الإنجليزية)
- حميد إستيلي على موقع قاعدة بيانات كرة القدم.إي يو (الإنجليزية)
- حميد إستيلي على موقع ناشيونال فوتبول تيمز (الإنجليزية)
- حميد إستيلي على موقع كووورة